# تویوتا دبلیوآی‌اس‌اچ

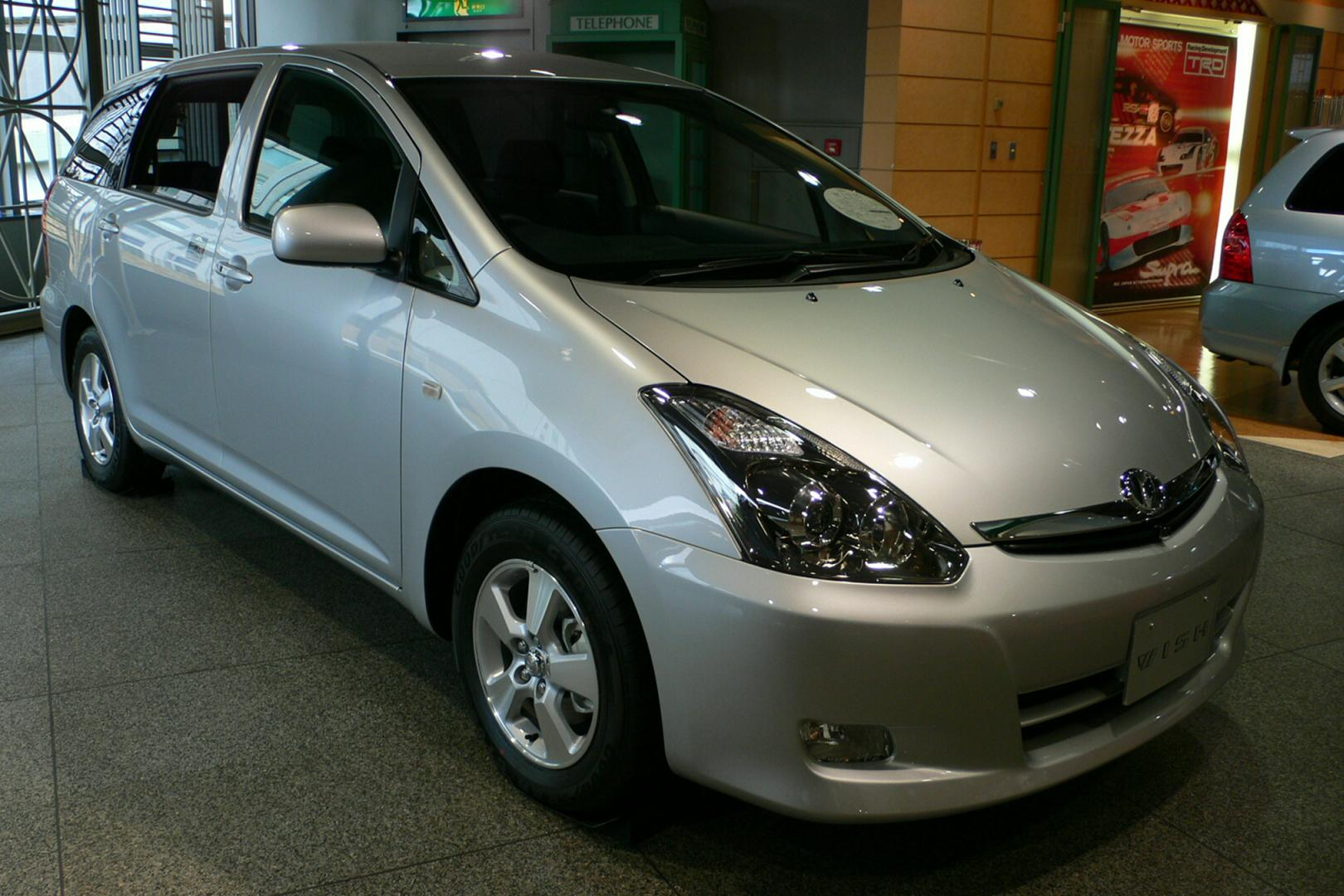

تویوتا دبلیوآی‌اس‌اچ (Toyota WISH) خودرویی است که از سال ۲۰۰۳ تاکنون در تویوتا، آیچی، ژاپن، جمهوری چین و تایلند تولید شده‌است.
این خودرو در کلاس کامپکت ام‌پی‌وی قرار گرفته، طراحی آن خودرو محور جلو، انجمن ملل آسیای جنوب شرقی، خودرو چهار چرخ محرک بوده طول آن در حالت طبیعی ۴٬۵۶۰ میلیمتر (۱۷۹٫۵ اینچ) و عرض آن در حالت طبیعی ۱٬۶۹۵ میلیمتر (۶۶٫۷ اینچ) و ارتفاع آن در حالت طبیعی ۱٬۵۹۰ میلیمتر (۶۲٫۶ اینچ) است. سیستم جعبه‌دندهٔ آن ۷ دنده به صورت خودکار است.